# مشروع جاك سوستال

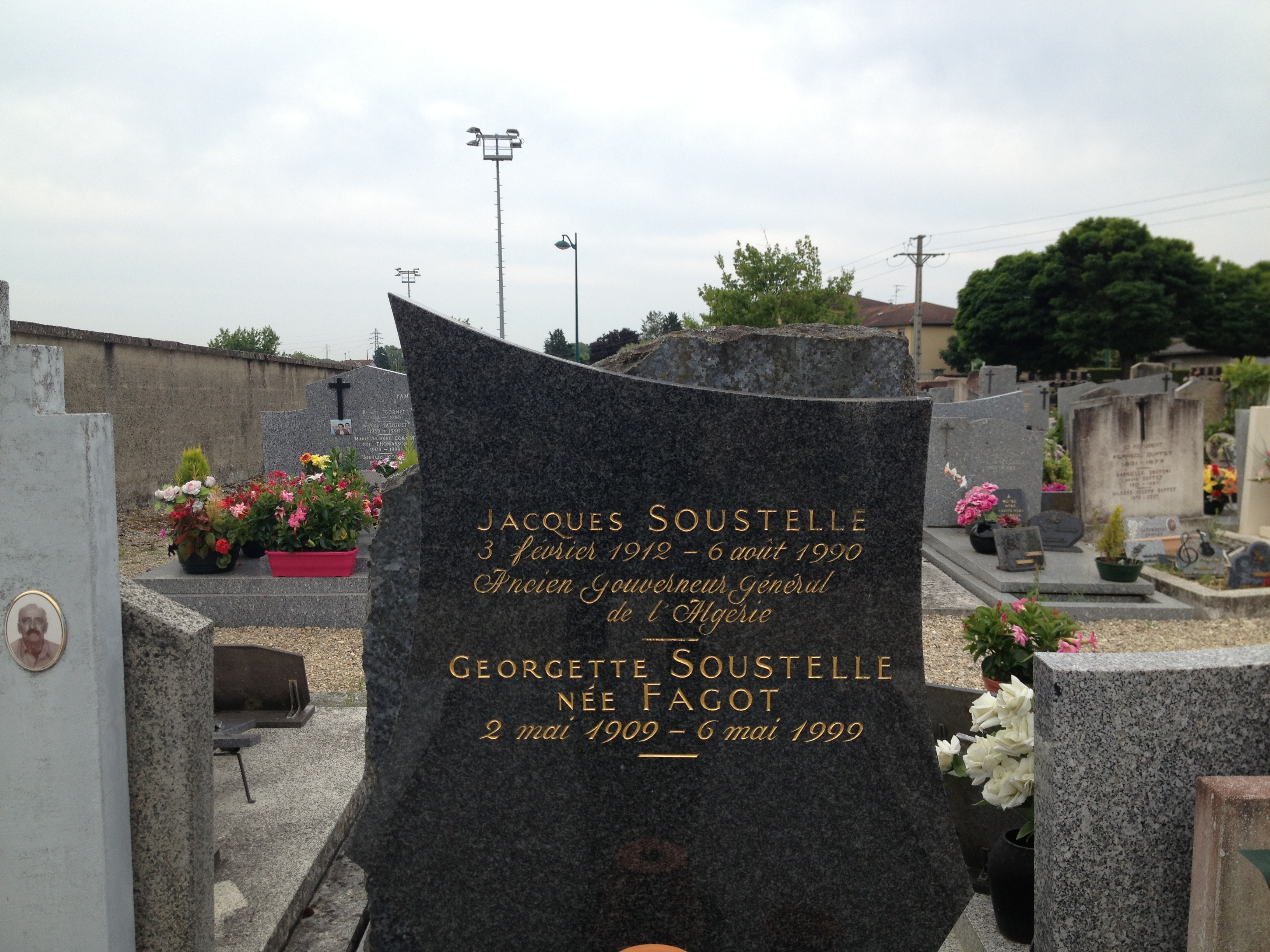
قبر جاك سوستال Jacques Soustelle.

جاء جاك سوستال (بالفرنسية: Jacques Soustelle)‏ إلى الجزائر كرجل إنقاذ لموقف فرنسا الحرج عن طريق تنفيذ خطة سياسية وعسكرية تهدف إلى القضاء على الثورة. فبالإضافة إلى سياسة القمع والتقتيل والإبادة الجماعية التي نظمها قانون الإطار، هناك سياسة التهدئة (الاغراء) ممثلة مشروع جاك سوستال في 15فيفري 1955 
التي مست عدة جوانب إدارية واقتصادية واجتماعية وثقافية استلهمها من القانون الخاص (يدعى كذلك بدستور الجزائر الصادر في 20 سبتمبر 1947). وعلى قدر ما كانت هذه الإصلاحات تهدف إلى إجهاض الثورة وسحب البساط من تحتها، على قدر ما كانت جبهة التحرير فطنة إلى هذا المخطط الاستعماري ولذلك عملت على إفشالها بكل الوسائل وضربتها اثر هجوم 20 أوت 1955(هجومات الشمال القسنطيني) الذي قلبت به الثورة جميع الموازين في الداخل والخارج. 

## الإصلاح الإداري
ركز مشروع جاك سوستيل على إصلاح نظام البلديات، ورأى ضرورة تقسيم البلديات المختلطة إلى بلديات ريفية تهتم بشؤون سكان الريف حتى تتمكن من تحسين أوضاعهم المعيشية وفصلهم عن الثورة اعتقادا منه أن سكان الريف ساندوا الثورة من أجل الخبز. ولذلك تعمق في التركيز على البلديات الريفية وفصلها إلى مراكز ريفية وتوسيعها لتشمل كل السكان. كما نص المشروع على إنشاء بلديات تسيرها هيئة موحدة من الأوربيين والمسلمين وإقامة مبدأ المساواة بين الهيئات.

## الإصلاح الإقتصادي

### سياسيا وإعلاميا
كان الإصلاح الزراعي الذي اعتمده جاك سوستال يهدف إلى تحسين نظام العقار والقروض الفلاحية وتثمين الأراضي المسقية وإصلاح نظام الخماسية. وكان نظام العقار يعمل على إعادة تنظيم الملكية العقارية وإقامة مساحات لتهيئة واستصلاح الأراضي وتسليم عقود ملكية إلى المالكين المسلمين حيث كان الهدف هو ربط المسلمين بالأراضي وفصلهم عن الثورة في الجبال. ويدعم هذا النظام العقاري صندوق القروض الفلاحية لتشجيع الفلاحين على اقتناء الآلات الزراعية. كما تضمنت إصلاحات سوستال قانون إلغاء نظام الخماسية واقترح بدله أن تقسم المحاصيل بين الشريكين المالك والعامل.

## الإصلاح الاجتماعي والثقافي
وكان جاك سوستال يعتقد أن الثورة سببها البؤس والفقر والبطالة، ولذلك عمل على ترقية المستوى المعيشي لدى المسلمين وحاول إدخالهم بقوة إلى التوظيف العمومي، وفتح أمامهم مراكز التكوين الإداري وفتح أبواب المسابقات أمام المسلمين للحصول على مناصب شغل في القطاعات العمومية. كما اهتمت تلك الإصلاحات بالتعليم ففتحت المدارس الفرنسية أمام الأطفال الجزائريين.
وعلى قدر ما كانت هذه الإصلاحات تهدف إلى إجهاض الثورة وسحب البساط من تحتها، على قدر ما كانت جبهة التحرير فطنة إلى هذا المخطط الاستعماري ولذلك عملت على إفشالها بكل الوسائل وضربتها في الصميم اثر هجوم 20 أوت 1955 الذي قلبت به الثورة جميع الموازين في الداخل والخارج.